# 인천광역시교육연수원
인천광역시교육연수원(仁川廣域市敎育硏修院, Incheon Education Traning Institute)은 인천광역시교육청 및 그 소속기관에 근무하는 공무원의 국가관과 교직관을 확립하고 직무 수행 능력을 배양하며 학생들의 정신교육과 심신수련으로 창의적이며 미래지향적인 인간을 육성하기 위하여 인천광역시교육청 산하에 설치된 직속기관이다.
원장은 장학관이나 교육연구관으로 보한다.

## 연혁
- 1990년 9월 1일: 인천직할시교육원 설치
- 1995년 1월 1일: 인천광역시교육원으로 변경
- 1996년 3월 1일: 인천광역시교원연수원 설치
- 1999년 1월 1일: 인천광역시교육연수원으로 통합

## 조직
원장
- 기획평가부
- 연수운영부
- 행정연수부
- 외국어교육부
- 총무부